# Meister von Zamora

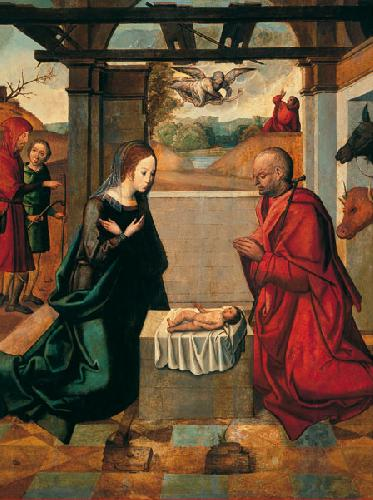
Maestro de Zamora: Geburt Christi, Spanien, 16. Jahrhundert

Als Meister von Zamora (sp. Maestro de Zamora) wird ein namentlich nicht bekannter spanischer Maler der Gotik bezeichnet, der in der zweiten Hälfte des 16. Jahrhunderts in der Region um Zamora in Spanien tätig war. Damals war das heutige Spanien noch in unabhängige Provinzen unterteilt und Zamora gehörte zum Königreich León, wo sich unter dem Einfluss flandrischer Maler eine eigenständige Malrichtung entwickelte.
Der Meister von Zamora  erhielt seinen Notnamen nach Ölgemälden, die er für die Kathedrale in Zamora geschaffen hat und die sich heute  dort im Museo Catedralicio dieser Kirche finden. Er vereinigt  noch Hauptströmungen der internationalen Gotik mit Einflüssen aus lokaler spanischer Kunst, zeigt aber auch bereits den Einfluss der Italienischen Renaissance.  Wie sein Zeitgenosse, der ebenfalls namentlich nicht bekannte und in seiner Nachbarschaft tätige Meister von Astorga zeigt sich in den Bildern des Meisters von Zamora der Beginn der Renaissance auch in der Kunst des Königreichs León.